# Mannen på taket
Mannen på taket é um filme de drama sueco de 1976 dirigido e escrito por Bo Widerberg. Foi selecionado como representante da Suécia à edição do Oscar 1977, organizada pela Academia de Artes e Ciências Cinematográficas.

## Elenco
- Carl-Gustaf Lindstedt - Martin Beck
- Sven Wollter - Lennart Kollberg
- Thomas Hellberg - Gunvald Larsson
- Håkan Serner
- Ingvar Hirdwall - Åke Eriksson
- Bellan Roos - Mrs. Eriksson
- Gus Dahlström - Mr. Eriksson
- Harald Hamrell - Stefan Nyman
- Birgitta Valberg - Mrs. Nyman